# 梨果柯
梨果柯（学名：Lithocarpus howii）为壳斗科柯属的植物，为中国的特有植物。分布在中国大陆的海南等地，生长于海拔1,000米至1,400米的地区，一般生于山地常绿阔叶林中，目前尚未由人工引种栽培。

## 别名
山林舂木（海南）